# Parker Williams
Parker Williams (Michigan, 29 gennaio 1968) è un ex attore pornografico statunitense, che ha lavorato esclusivamente in film pornografici gay.

## Biografia
Nato in Michigan, 1987 si laurea in business presso la University Of Michigan-Ann Arbor di Ann Arbor. Debutta nel 2001, attorno ai 33 anni, nel film Street Date della Catalina Video. Precedentemente aveva lavorato come ragioniere contabile. Nel corso degli anni si impone sulla scena pornografica come un prolifico performer attivo, sovente anche passivo, per case di produzione quali Titan Media, Catalina, Studio 2000, Falcon Studios, All Worlds e Raging Stallion, e guadagnandosi diverse candidature a premi del settore, come Performer of the Year ai GayVN Awards 2004. Nel 2005 debutta come regista, dirigendo il film Lube Job, prodotto dai Raging Stallion Studios.
Nel 2008 viene invitato alla 23ª edizione del Torino GLBT Film Festival, dove presenta alcuni suoi film, tra cui il suo esordio registico. È la prima volta nella sua storia della manifestazione, che viene reso omaggio ad una personalità della pornografia gay.
Oltre alla pornografia, Williams ha lavorato anche in teatro, infatti è stato protagonista, assieme al collega Matthew Rush della piéce teatrale Cell Bloq, rifacimento della commedia Boys of Cellblock Q diretta nel 1984 da John C. Wahl. Sempre con il collega e amico Matthew Rush, ha fondato una compagnia di produzione chiamata Savage, incentrata sull'intrattenimento gay.
Nel 2008 Williams viene inserito nella Wall of Fame, onore speciale assegnato alle personalità del settore che hanno contribuito al miglioramento e alla qualità dell'intrattenimeto per adulti.

## Filmografia

### Attore

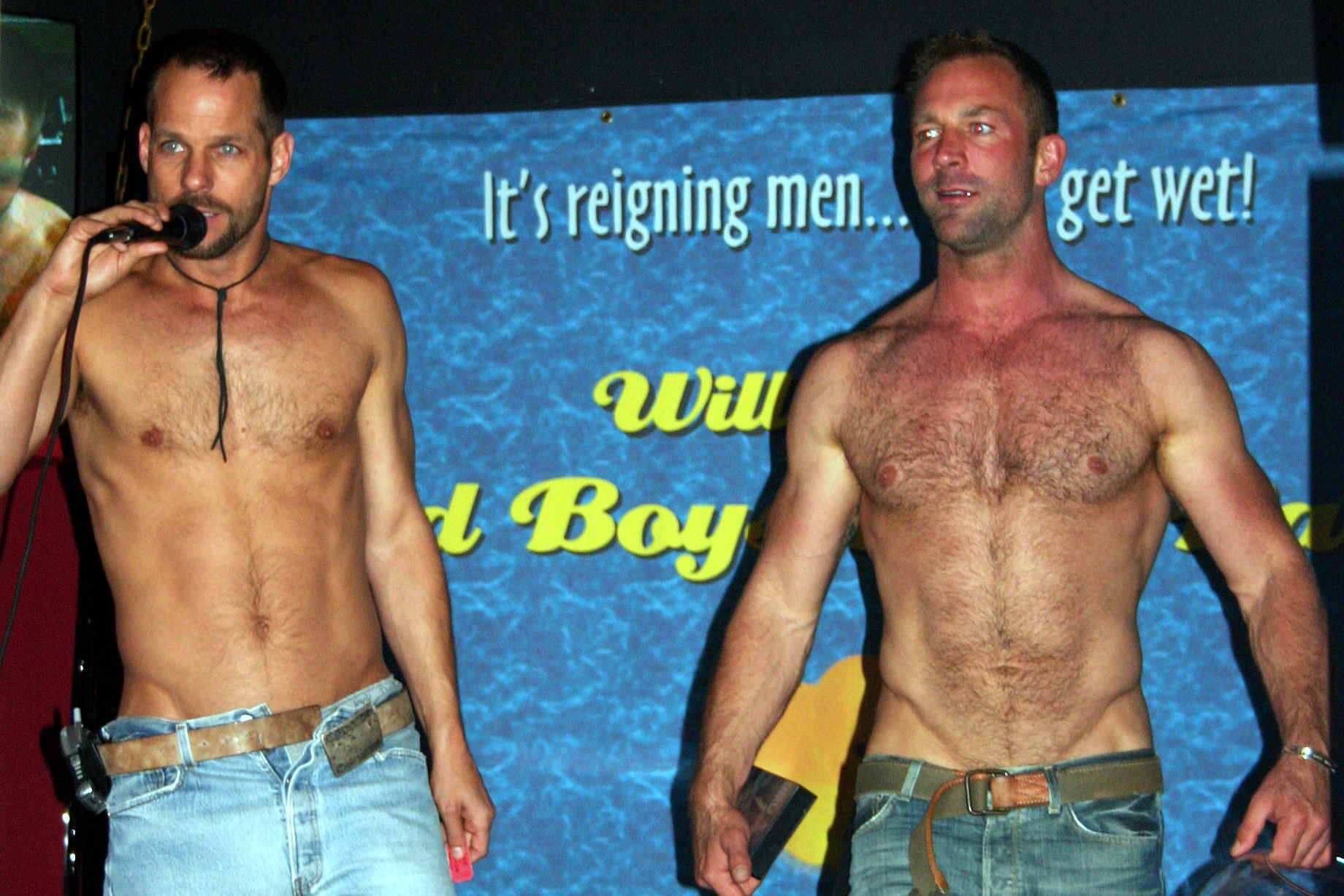
Williams con Michael Brandon

- Street Date (Catalina Video) (2001)
- Andel In America (All Worlds) (2001)
- Sex Sessions (Catalina Video) (2001)
- A Simple Whisper (All Worlds) (2002)
- Aftershock (Mustang) (2002)
- Beautiful Behind (All Worlds) (2002)
- Bombardier (Arena) (2002)
- Crack Snackers (All Worlds) (2002)
- Father Figure 2 (All Worlds) (2002)
- Saddle Up (Blue Pictures) (2002)
- Straight Up: Getting Straight 2 (Studio 2000) (2002)
- Unspoken (All Worlds) (2002)
- Wolfe Pack (All Worlds) (2002)
- Woodsmen (Titan Media) (2003)
- Below The Rim (Channel 1 Releasing) (2003)
- Giant: MSR's Big Dick Sex Club 1 (MSR Releasing) (2003)
- Giant: MSR's Big Dick Sex Club 2 (MSR Releasing) (2003)
- Down Right Dangerous (Raging Stallion) (2003)
- Straight Jocks Confess (Big Blue Productions) (2003)
- Hard Cops 1 (Massive Studio) (2003)
- Haunted House On Sex Hill (Arena) (2003)
- PornStruck 6 (All Worlds) (2003)
- RX: Wide Open (Titan Media) (2003)
- Jeff Stryker's Tall Tails (Stryker Productions) (2004)
- Butthole Buffet (All Worlds) (2004)
- Dirk Yates Live 5 (All Worlds) (2004)
- Fistpack 3: Up For Grabs (Raging Stallion) (2004)
- Tag You're It (Arena) (2004)
- Trapped 2 (Mustang) (2005)
- Lube Job (Raging Stallion) (2005)
- Fire Island Cruising 7 (Lucas Entertainment) (2005)
- Cock Scene Investigators (IMD Film & Video) (2005)
- Studs (Raging Stallion) (2005)
- Hunted (Mustang) (2005)
- Michael Lucas' Auditions 4 (Lucas Entertainment) (2005)
- Justice (Plain Wrapped) (2006)
- Dads 'n Lads 3 (US Male) (2006)
- Dirk Yates Live 8 (All Worlds) (2006)
- Encounters: The Heat of the Moment (Lucas Entertainment) (2006)
- Boot Black Blues (Buckshot) (2006)
- Justice: Hardcore Director's Cut (Plain Wrapped) (2006)
- Lockdown (Mustang) (2006)
- Ritual (Mustang) (2006)
- Rush And Release (Falcon Studios) (2007)
- Bounty Hunter (Butch Bear) (2008)
- Cock Hungry Dads (US Male) (2009)
- Best of the 2000s (Falcon Studios) (2009)
- Hairy As They Cum (Eagle Video) (2010)
- Best Of Carlo Cox (Eurocreme) (2010)
- Hairy Hunx Rough And Ready (Alpha Male) (2011)

### Regista
- Lube Job (Raging Stallion) (2005)